# Hal Pereira
Hal Pereira (Chicago, 29 de abril de 1905 — Los Angeles, 17 de dezembro de 1983) é um diretor de arte estadunidense. Venceu o Oscar de melhor direção de arte na edição de 1956 por The Rose Tattoo, ao lado de Arthur Krams, Samuel M. Comer e Tambi Larsen.